# Володимир (Мельник)
Митрополит Володимир-Волинський і Ковельський Володимир (справжнє ім'я — Мельник Костянтин Павлович) — архієрей РПЦвУ, Володимир-Волинської єпархії УПЦ МП. Керує єпархією з 14 червня 2011 року.

## Біографія
Єпископ Володимир народився 26 листопада 1968 року в селі Невір Любешівського району Волинської області в сім'ї православних селян. У 1984 році закінчив сільську восьмирічну школу і вступив до Пінського сільськогосподарського технікуму, по закінченні якого в 1988 році був призваний в армію.
1990 року вступив до Волинської духовної семінарії. 1992 року Преосвященнішим Варфоломієм, єпископом Луцьким і Волинським, пострижений у чернецтво з іменем на честь священномученика Володимира (Богоявленського), митрополита Київського і Галицького. Того ж року висвячений у сан диякона. Ніс послух в Свято-Успенському Зимненському жіночому монастирі.
1994 року вступив до Варшавської духовної академії, тоді ж у стінах Свято-Успенської Києво-Печерської Лаври був висвячений Митрополитом РПЦвУ Володимиром у сан священика. З 1994 року ніс послух викладача та вихователя Варшавської православної духовної семінарії.
1999 року возведений у сан ігумена.
2000 року нагороджений хрестом з прикрасами.
2003 року митрополитом УПЦ МП Володимиром возведений у сан архімандрита та призначений намісником Спасо-Преображенського Новгород-Сіверського чоловічого монастиря Чернігівської єпархії.
Архієрейська хіротонія владики відбулася 11 червня 2007 року в Успенському соборі Києво-Печерської Лаври.
Рішенням Священного Синоду УПЦ від 14 червня 2011 року (Журнал № 44) його призначено єпископом Володимир-Волинським і Ковельським. Пізніше піднесено до сану архієпископа.
2014 році відвідав урочище Вовчак в лісах Турійщини, відслужив із священиками заупокійну літію на могилі повстанців «Волинської Січі».
28 липня 2017 року в день хрещення Русі, возведений у сан митрополита митрополитом Онуфрієм в Києво-Печерській лаврі.
Прибічник автокефалії ПЦУ, один із перших хто написав звернення до митрополита Онуфрія про повне набуття автокефалії ПЦУ.
31 жовтня 2024 в числі 17 (із 53) правлячих і 14 (із 58) вікарних архієреїв УПЦ МП підписав заяву, в якій засудив анексію Російською Православною церквою Донецької єпархії, зняття її керівника митрополита Іларіона і заміни на росіянина, уродженця Рязанської області Росії, архієрея з Далекого Сходу.